# Lluís Trias de Bes i Giró
Lluís Trias de Bes i Giró   (Barcelona, 1895 - Barcelona, 1974) fou un cardiòleg català.

## Biografia
Era fill de Joan de Déu Trias i Giró i de Rosa Bes Baguer, alhora net de Frederic Trias i Planas. La seva primera esposa fou Carme Terrés Camaló, i en enviudar es casà el 1941 amb Maria Trabal Elias.
Estudià a la Facultat de Medicina de Barcelona, graduant-se el 1918 amb premi extraordinari de Llicenciatura. Tres anys després, guanyà per oposició el càrrec de cap del Departament Mèdic de l'Institut d’Orientació Professional i ingressà en el Cos Mèdic Municipal. El 1924, estudià l'especialitat de Cardiologia a París sota el mestratge del professor Charles Laubry. Va ser un dels fundadors de la revista Ars Médica (1925). Del 1926 al 1928, fou professor auxiliar de Patologia i Clínica Mèdiques.
El 1940, creà l'Institut de Medicina Tropical, una especialitat pràcticament inèdita a l'època. En el període 1940-1961 dirigí l'Hospital d'infecciosos de Barcelona, l'actual Hospital del Mar, on destacà la seva actuació davant les epidèmies barcelonines de febre tifoide, tifus exantemàtic i poliomielitis. Dedicà especial atenció a la patologia cardiocirculatòria de l'ancià, aleshores força oblidada. El 1957 creà el servei de cardiologia i cirurgia cardíaca de l'Hospital de la Creu Roja de Barcelona. Des del 1958 fou president del Col·legi de Metges de Barcelona. També presidí (1959-63) la Sociedad Española de Cardiología. Fou també delegat espanyol a l'Organització Mundial de la Salut i vicepresident del Consell General de Col·legis d'Espanya.

## Família
El seu germà Josep Maria Trias de Bes va ser un jurista i polític català, diputat a Corts durant la restauració borbònica i durant la Segona República, i al Parlament de Catalunya (1932).
La seva germana Montserrat Trias de Bes i Giró estava casada amb el ginecòleg Santiago Dexeus i Font (el seu cunyat, per tant), de manera que era oncle dels germans Josep Maria Dexeus i Trias de Bes i Santiago Dexeus, fundadors de l'Institut Universitari Dexeus.

## Premis[1]
- Gran Creu de Sanitat.
- Gran Creu del Mèrit Civil.
- Medalla d’Or del Consell General de Col·legis de Metges.
- Ordre de Cavaller de la Legió d'Honor.
- Membre d’Honor de l'Acadèmia de Medicina de Roma.

## Obra[2]
- Estudio clínico sobre la terapeútica quinidínica, el 1925, ensems amb Paul Ribière, de París.
- La figura contemporánea de la responsabilidad moral y jurídica del médico, 1968.
- El tabaco y sus secuelas, 1971